# Zottegem
Zottegem és un municipi belga de la província de Flandes Oriental a la regió de Flandes.

## Seccions
| #    | Nom                   | Extensió (km²) | Població 31/12/2007 |
| ---- | --------------------- | -------------- | ------------------- |
| I    | Zottegem              | 1,62           | 4.843               |
| II   | Elene                 | 3,21           | 1.156               |
| III  | Oombergen             | 1,90           | 594                 |
| IV   | Leeuwergem            | 2,73           | 1.316               |
| V    | Grotenberge           | 4,66           | 1.278               |
| VI   | Godveerdegem          | 3,27           | 966                 |
| VII  | Erwetegem             | 9,63           | 3.161               |
| VIII | Sint-Maria-Oudenhove  | 5,06           | 2.229               |
| IX   | Sint-Goriks-Oudenhove | 5,67           | 974                 |
| X    | Strijpen              | 6,00           | 4.180               |
| XI   | Velzeke-Ruddershove   | 13,00          | 3.154               |